# Dacryodes occidentalis
Dacryodes occidentalis es un árbol de la familia de las burseráceas, que crece en los bosques húmedos de Colombia y Ecuador en la Reserva Étnica Awá.

## Taxonomía
Dacryodes occidentalis fue descrita por José Cuatrecasas Arumí y publicado en Revista de la Academia Colombiana de Ciencias Exactas, Físicas y Naturales 8: 474. 1952